# 李球
李 球（イ・グ、1788年 - 1836年5月5日）は、李氏朝鮮の宗親。本貫氏派は全州李氏延齢君派。李秉源第2子。初諱は「寀重」。諱は「球」。字は「時伯」。諡号は「忠正」。爵号は「南延君」。第4子は興宣大院君。
曽祖父安興君以降は王位承継権はなく、誕生から約30年間は貧困生活であった。延齢君派家督となり、爵位を叙爵されて、官職を歴任した。当時は勢道政治により宗親没落期で、当時の宗親代表格が南延君であり、純祖から保護された。一方で無勤務・不適切行為・職権乱用などで批判・弾劾が多数なされており、純祖実録では不適切人物としての記述が多いが、哲宗実録には模範的人物としての記述がなされた。
卒去後にドイツ連邦商人エルンスト・ヤーコプ・オッペルトが引き起した忠清南道礼山郡での副葬品破損事件は有名であり、当時の鎖国政策を強硬化させた。

## 生涯

### 背景
1788年李秉源第2子として誕生。系統は仁祖第3子で6代祖麟坪大君にあたる。5代祖福寧君は粛宗時期の熾烈な党争のなか爵位を維持したが、曽祖父安興君以降は王位承継権はなかった。祖父李鎮翼は蔭位制により高官になるも、実父李秉源は生員どまりで貧困生活を過ごすが、李秉源は南延君に学問教育をした。興宣大院君がこれらの先祖を追贈している。

### 宗親期
1816年1月17日敦寧府判事李彦植と親戚の会談で延齢君派家督となり、諱号を「寀重」から「球」に改諱して、南延君に叙爵、昭義大夫 に叙位。1月18日昌徳宮大造殿で純祖に謁見して、永祐園移転案の議論後に、永祐園守園官に任官。8月6日李履熙上疏は南延君が不適切人物であり免官すべきとすると、純祖は李履熙上疏を否認した。8月8日南延君が李履熙上疏について席藁待罪をすると、純祖は免責した。李履熙上疏では倫理違反事案、また永祐園参奉人事事案は吏曹・礼曹管轄であり、問題視された。
1817年2月2日中義大夫 に叙位。1818年1月21日承憲大夫 に叙位。1820年8月29日医女への強姦罪で永祐園守園官に免官。10月13日五衛都摠府都摠管に任官。12月13日崇憲大夫 に叙位。1821年2月3日嘉徳大夫 に叙位。4月11日孝懿王后薨去で健陵守陵官に任官。1822年5月3日宜徳大夫 に叙位。12月15日事故を理由に辞官。12月25日健陵守陵官に免官。1823年4月1日義禁府は健陵破損による不敬罪で、南延君を笞刑100回と三千里先 に流配を求刑。しかし柳諫は南延君の母親が70歳を超えることを理由に罰金刑を主張して、罰金刑で釈放された。1825年3月1日興禄大夫 に叙位。7月26日六代祖麟坪大君遺稿の松渓集を、追記された正祖の祭文とあわせて出版する認可を求めて、純祖が承認した。1826年3月15日先農壇初献官を務めたが、不手際により、官位が宜徳大夫 に降位した。3月21日五衛都摠府都摠管に任官。1828年4月13日進賀使・謝恩使正使に任官。5月26日午前8時頃に進賀使兼謝恩使正使として昌徳宮熙政堂で純祖、昌徳宮重熙堂で孝明世子に謁見してから清に赴いた。7月20日北京に到着して南小館に滞在した。9月21日北京を出発した。11月10日正午昌徳宮熙政堂で純祖、午後2時頃昌徳宮暎花堂で孝明世子に謁見して、進賀使・謝恩使の行状を語った。1829年4月9日純祖に宗親府謄録を編纂するよう進言して承認される。1831年8月9日郡夫人驪興閔氏が卒去した。1834年12月13日に宗戚執事に任官された。1835年1月4日顕禄大夫 に昇格した。11月24日五衛都摠府都摠管を免官。1836年5月5日卒去。

### 卒去後
1837年1月31日諡号を「栄僖」に追贈。1864年9月22日興宣大院君は南延君を不祧の祖先 であるとして、諡号を「忠正」に改号。京畿道漣川郡に埋葬されて、喪服期間後に風水師が興宣大院君に子孫から帝王が出る場所があると進言した出来事で忠清南道礼山郡伽倻山の石塔に移転された。後日に高宗により伽倻山に報徳寺が建立された。1865年2月9日宗廟に純祖配享功臣として遺棺と位牌が設置された。ドイツ連邦商人エルンスト・ヤーコプ・オッペルトは1866年3月27日忠清南道瑞山市海美邑鳥島に接近して、3月28日忠清南道唐津市大湖芝面調琴里に船舶して、金泳駿・金膺集・鄭在箕に筆談して交渉したが退去勧告に至って挫折した。8月22日仁川広域市江華郡江華邑月串里に船舶して李寅夔に交渉したが再挫折した。そのためフランス帝国宣教師スタニラス・フェロンに会い、貿易のために開国するよう仕向けるべく、南延君の遺骨を掘り出し、朝鮮より持ち去る計画を立てた。アメリカ人フレデリック・H・B・ジェンキンスの資金と協力を得て、1868年4月30日に出発した。南延君墓に到着して発掘を試みたが、副葬品を毀損したが、遺骨には巨大な切り石に阻まれて、計画は失敗した。帰路に軍卒に巡り合わせて、朝鮮から脱出した。この事件は興宣大院君を激昂させて、鎖国・攘夷政策を強化するに至った。南延君墓は1989年12月29日忠清南道記念物第80号に指定された。

## 経歴
| 西暦   | 月日     | 内容                          |
| ------ | -------- | ----------------------------- |
| 1816年 | 1月17日  | 南延君 昭義大夫（従二品下階） |
| 1816年 | 1月18日  | 永祐園守園官                  |
| 1817年 | 2月2日   | 中義大夫（従二品上階）        |
| 1818年 | 1月21日  | 承憲大夫（正二品下階）        |
| 1820年 | 8月29日  | 免官（強姦罪）                |
| 1820年 | 10月13日 | 五衛都摠府都摠管              |
| 1820年 | 12月13日 | 崇憲大夫（正二品上階）        |
| 1821年 | 2月3日   | 嘉徳大夫（従一品下階）        |
| 1821年 | 4月11日  | 健陵守陵官                    |
| 1822年 | 5月3日   | 宜徳大夫（従一品上階）        |
| 1822年 | 12月15日 | 辞官（五衛都摠府都摠管）      |
| 1822年 | 12月25日 | 免官（健陵守陵官）            |
| 1825年 | 3月1日   | 興禄大夫（正一品下階）        |
| 1826年 | 3月15日  | 宜徳大夫（降位）              |
| 1828年 | 3月21日  | 五衛都摠府都摠管              |
| 1828年 | 4月13日  | 進賀使・謝恩使正使            |
| 1834年 | 12月13日 | 宗戚執事                      |
| 1835年 | 1月4日   | 顕禄大夫（正一品上階）        |
| 1835年 | 11月24日 | 免官（五衛都摠府都摠管）      |
| 1837年 | 1月31日  | 諡号を「栄僖」                |
| 1864年 | 9月22日  | 諡号を「忠正」（改号措置）    |
| 1865年 | 2月9日   | 宗廟純祖配享功臣              |

## 家門
| 尊属 | 尊属 | 尊属 | 尊属             | 尊属           | 尊属                         | 尊属 | 尊属 |
| 続柄 | 続柄 | 続柄 | 続柄             | 諱号           | 備考                         |      |      |
| ---- | ---- | ---- | ---------------- | -------------- | ---------------------------- | ---- | ---- |
| 実父 | 実父 | 実父 | 実父             | 李秉源         |                              |      |      |
| 実母 | 実母 | 実母 | 実母             | 延日鄭氏       | 本貫は延日鄭氏。鄭義煥の娘。 |      |      |
| 継母 | 継母 | 継母 | 継母             | 広州金氏       | 本貫は広州金氏。金鎮九の娘。 |      |      |
| 義父 | 義父 | 義父 | 義父             | 恩信君李禛     |                              |      |      |
| 義母 | 義母 | 義母 | 義母             | 郡夫人南陽洪氏 | 本貫は南陽洪氏。洪大顕の娘。 |      |      |
| 卑属 |      |      |                  |                |                              |      |      |
| 続柄 | 続柄 | 続柄 | 続柄             | 諱号           | 備考                         |      |      |
| 正室 | 正室 | 正室 | 正室             | 郡夫人驪興閔氏 | 本貫は驪興閔氏。閔景爀の娘。 |      |      |
|      | 一子 | 一子 | 一子             | 興寧君李昌応   |                              |      |      |
| 二子 | 二子 | 二子 | 興完君李晸応     |                |                              |      |      |
| 三子 | 三子 | 三子 | 興寅君李最応     |                |                              |      |      |
| 四子 | 四子 | 四子 | 興宣大院君李昰応 | 高宗の実父。   |                              |      |      |